# SBF Collectio Maior
Collectio Maior - seria wydawnicza Franciszkańskiego Studium Biblijnego w Jerozolimie (Izrael). Każdy z tomów zawiera ostateczny raport z realizacji konkretnego projektu badawczego (prace archeologiczne) sponsorowanego przez franciszkańską Kustodię Ziemi Świętej. Niektóre tomy są zbiorami interdyscyplinarnych artykułów różnych autorów dotyczących tego samego tematu (aspekty biblijne, patrystyczne, historyczno-archeologiczne). Pismo wielojęzyczne. Wydawane od 1941 roku.